# エウシェン (ネルケ公)
ネルケ公爵エウシェン王子（スウェーデン語: Prins Eugen, 全名：エウシェン・ナポレオン・ニコラウス (Eugen Napoleon Nikolaus), 1865年8月1日 - 1947年8月17日）は、スウェーデンの王族。

## 人物
のちの国王オスカル2世（当時は王太子）とその妃ゾフィア・フォン・ナッサウの四男として、ドロットニングホルム宮殿で生まれる。
画家、美術品収集家として知られており、美術家のパトロンであった。ストックホルムのユールゴーデンにある邸宅ヴァルデマッシュウッデ（sv）は、現在美術館になっている。
1904年1月21日、エウシェン王子はオスカル2世によってノルウェー獅子騎士団のメンバー（Ridder av Den Norske Løve）に加えられた。
1905年にノルウェーがスウェーデンから独立する際、エウシェンはノルウェー国王の候補の一人に推挙されていたが、父王によって退けられた。
1947年8月17日、ドロットニングホルム宮殿で薨去した。生涯独身であった。